# Деляну, Аугустин
Аугустин Пакс Деляну (рум. Augustin Pax Deleanu; 23 августа 1944, Мэгуреле, Королевство Румыния — 27 марта 2014, Бухарест, Румыния) — румынский футболист, защитник. Выступал за сборную Румынии, участвовал в Чемпионате мира по футболу 1970 года.

## Карьера
Начал карьеру в молодежном клубе «Стяуа», в котором тренировался до 1963 года.

В 1963 году перешёл в «Политехнику Яссы», в его составе отыграл 6 лет. За это время провел 134 матча, за которые забил 11 мячей.

Через 6 лет, в 1969 году перешел в футбольный клуб «Динамо» из Бухареста. В составе Динамо он играл на протяжении 7 лет.

За это время отыграл 178 матчей, в которых забил 7 мячей.

В 1976 году перешел в футбольный клуб «Жиул» из города Петрошани. В его составе он провел 31 матч, в которых не забил ни одного гола.

В 1977 году завершил клубную карьеру.

Играл в национальной сборной в период с 1966 по 1973 год. Участвовал в чемпионате мира 1970 года. За это время провел 31 матч, в которых не забил ни одного гола.

## Награды
Динамо Бухарест
- Чемпионат Румынии
- Победитель (3): 1970–71, 1972–73, 1974–75